# ماري كوريلي
ماري ماكاي (1 مايو 1855 – 21 أبريل 1924) وتُعرف باسمها المستعار ماري كوريلي، هي روائية إنجليزية. منذ ظهور روايتها الأولى «رومانسية عالمين» في 1886، أصبحت كاتبة الخيال الأكثر مبيعًا في إنجلترا، وكانت أعمالها معنية إلى حد كبير بالمسيحية، والتقمص، والإسقاط النجمي، والتصوّف. وعلى الرغم من مناصريها الكثيرين المرموقين، غالبًا ما تعرضت لسخرية النقاد. عاشت كوريلي سنواتها الأخيرة في ستراتفورد (وركشير)، التي كافحت بضراوة للحفاظ على مبانيها التاريخية.

## حياتها وكتاباتها

### نشأتها
وُلدت ماري ماكاي في لندن لإليزابيث ميلز، التي كانت خادمة للشاعر وكاتب الأغاني الإسكتلندي الدكتور تشارلز ماكاي، وهو أبوها البيولوجي. في 1866، أُرسلت ماري ذات الأحد عشر عامًا إلى دير باريسي لتحسين تعليمها. عادت إلى بريطانيا بعد أربع سنوات في 1870.

### حياتها المهنية
بدأت ماكاي حياتها المهنية بصفة موسيقية، أدّت في حفلات بيانو واعتمدت اسم ماري كوريلي في إعداد فواتيرها. في آخر الأمر، تحولت إلى الكتابة ونشرت أولى رواياتها، رومانسية عالمين، في 1886. كانت كاتبة الخيال الأكثر قراءة في زمانها. جمع أعمالها ونستون تشرشل وراندولف تشرشل وأعضاء من العائلة الملكية البريطانية وغيرهم. على الرغم من أن مبيعات روايات كوريلي فاقت مبيعات أقرانها مجتمعين، بما فيهم آرثر كونان دويل، وإتش. جي. ويلز، وروديارد كيبلينغ، غالبًا ما سخر النقاد من عملها على أنه «المفضل لدى جمهور العوام».
واجهت نقدًا من النخبة الأدبية لكتابتها التي زُعم أنها ميلودرامية. وصفها غرانت ألن في مجلة ذا سبيكتيتور بأنها «امرأة ذات موهبة يرثى لها تصورت أنها عبقرية، وقَبِلها على أنها عبقرية شعب قدمَت لعواطفه وأهوائه المبتذلة بيئةً ساحرة». صوّرها جيميس أغيت على أنها تجمع بين «مخيلة إدغار آلان بو وأسلوب ويدا وعقلية مربية أطفال».
من الموضوعات المتكررة في كتب كوريلي محاولة الإصلاح بين المسيحية والتقمص والإسقاط النجمي وغيرها من الأفكار المُبهمة. ارتبطت في مرحلة ما بأخوة وردة الصليب، وهي منظمة صليب وردي باطنية، وكانت كتبها جزءًا من أساس مجموعة الفلسفة الباطنية اليوم. رسمت هيلين دونالد سميث صورتها الشخصية.
من المعروف أن كوريلي لم تخصص إلا وقتًا قليلًا للصحافة. في 1902، كتبت رسالة لمحرر لصحيفة ذا جنتلوومان تشتكي فيها من استبعاد اسمها من قائمة ضيوف السور الملكي في تجمع مرتفعات برايمار، قائلة إنها تشك في أن ذلك حدث عن قصد. أجاب المحرر بأن اسمها استُبعد عمدًا بالفعل، بسبب ازدرائها المُعلن للصحافة وتكبر أولئك الراغبين بالظهور في «نفخات أخبار» مناسبات المجتمع. نُشرت الرسالتان كاملتين في العدد التالي.
اكتسبت الكاتبة أيضًا بعض الشهرة بعد أن نُشرت رسالتها إلى نيويورك ورلد حول لعنة الفراعنة. ادعت كوريلي أنها كانت قد حذرت جورج هربرت، الإيرل الخامس لكارنارفون (أحد مكتشفي قبر توت عنخ آمون) بخصوص «عقاب مريع» يُرجح حدوثه لأولئك الذين ينهبون الأضرحة المصرية، مدعية الاستشهاد بكتاب قديم يشير إلى أن سمومًا قد تُركت بعد الدفن.

## وصلات خارجية
- ماري كوريلي  على قاعدة بيانات الخيال التأملي على الإنترنت
- "مادة ماري كوريلي في الأرشيف الوطني البريطاني".
- مؤلفات Marie Corelli في مشروع غوتنبرغ
- أعمال ماري كوريلي في ليبري فوكس